# خرسیون
خرسیون، روستایی از توابع بخش بشارت شهرستان الیگودرز در استان لرستان ایران است.خرسیون یا چانجلس روستایی گردشگری دارای اثار باستانی و سرچشمه های بزرگ وطبیعتی دلنشین دارد

## جمعیت
این روستا در دهستان پیشکوه ذلقی قرار دارد و براساس سرشماری مرکز آمار ایران در سال ۱۳۸۵، جمعیت آن ۱۳۳ نفر (۲۳خانوار) بوده‌است.